# Гетероэлектреты
Гетероэлектреты (гетероэлектретные материалы) получают при нагреве диэлектрика, как правило, полимера из полярных молекул, выше точки стеклования в сильном электрическом поле. При этом полярные молекулы поворачиваются (выстраиваются) вдоль электрического поля, а при охлаждении повернутые молекулы «застывают» и их ориентация вдоль поля сохраняется. После охлаждения (ниже точки стеклования) внешнее электрическое поле можно отключить. Чем выше напряженность электрического поля, тем большее число полярных молекул ориентируется вдоль поля, и тем больший электрический заряд удается «заморозить» внутри полимерного диэлектрика. Однако напряженность электрического поля можно повышать лишь до определенного предела, пока не начнет проявляться электрический пробой самого диэлектрика, либо из-за его неоднородностей (инородные включения, пузырьки газа). С целью увеличения остаточной поляризованности, для увеличения напряженности электрического поля при поляризации полимера (снижения влияния электрического пробоя) используют прокладку из диэлектрика с более высокими значениями пробивного напряжения, но с несколько меньшим значением удельного сопротивления, чем у поляризуемого материала. Прокладку располагают между электродом и полимером. Гетероэлектреты ведут себя как и пьезоэлектрики. При деформации (сжатии) на их поверхности возникает электрическое поле (электрический заряд). Гетероэлектреты используются в современной технике: датчики давления, датчики соударений, микрофоны, источники звука, миниатюрные генераторы напряжения (например, от естественных колебаний стен для питания различных датчиков), параметрические конденсаторы и др.